# یکای جرم در ایران
در ایران برای وزن کردن یکاهای محلی وجود داشته که بعد از سیستم بین‌الملی (SI) استفاده از آنها کمتر شده‌است.
- سوت واحد اندازه‌گیری سنگهای قیمتی مانند الماس، زمرد و فیروزه است که معادل ۰/۰۰۵ (۱/۲۰۰) قیراط است. در مواردی برای محاسبه جرم پلاتین، طلا و نقره به اشتباه از سوت به جای میلی گرم استفاده میشود که معادل ۱/۱۰۰۰ گرم است. ۱ گرم =۱۰۰۰ میلی‌گرم (سوت) است.
- قیراط واحد اندازه‌گیری سنگ های قیمتی و نیم قیمتی است. هر قیراط برابر با ۲۰۰ سوت است. همچنین گاهی اوقات جرم فلزات گرانبها مانند پلاتین، طلا و نقره را نیز با قیراط می سنجند که در این حالت هر قیراط معادل ۲۰۰ میلی گرم است. [۱]
- نخود یکای جرم معادل ۱۹۲ سوت و یک هجدهم مثقال شرعی و یک بیست و چهارم مثقال صیرفی است. هر نخود برابر با ۱۹۲ میلی گرم می‌باشد. دیگر یکاهایی که در قدیم رایج بوده‌اند از جمله لپه، جو، گندم، ماش و ارزن بر اساس نخود تعریف می‌شوند.
- لپه یکای جرم معادل یک‌دوم نخود است. هر لپه برابر با ۹۶ میلی‌گرم می‌باشد.
- جو یکای جرم معادل یک‌سوم نخود است. هر جو برابر ۶۴ میلی گرم می‌باشد.
- گندم یکای جرم معادل یک‌چهارم نخود است. هر گندم برابر ۴۸ میلی گرم می‌باشد.
- سیر یکای غیررسمی جرم است و هر سیر برابر با ۳۷۵ قیراط می‌شود. در نتیجه هر سیر ۷۵ گرم است. هر مثقال معمولی  معادل یک‌شانزدهم سیر است. هر ده سیر برابر با یک چارک می‌شود. واژهٔ سیر ساده شدهٔ واژهٔ سِتیر یا اِستیر است که در زبان پهلوی هم به همین ریخت ستیرster بوده‌است. این واژه در زبان عربی هم به ریخت «استار» وارد شده‌است ولی عربها هر استار را چهار مثقال و نیم می‌دانند.
- مُد یکای جرم برابر یک چهارم صاع است. در نتیجه هر مُد برابر ۷۰۷٬۶۱۶ گرم می‌باشد. مقدار کفاره هر روز روزه قضایی برابر با یک مُد طعام می‌باشد که غالبا" گندم، جو یا مانند این‌ها یا معادل پولی آن‌ها پرداخت می‌شود.[۲]
- گروان از یکاهای وزن قدیمی ایرانی است. هر گروان معادل ۴۰۰ گرم است.[۳]

## جستارهای‌وابسته
خرمن